# Glastenbury
Glastenbury es un pueblo ubicado en el condado de Bennington en el estado estadounidense de Vermont. En el año 2010 tenía una población de 8 habitantes y una densidad poblacional de 0,07 personas por km².

## Geografía
Glastenbury se encuentra ubicado en las coordenadas 43°0′01″N 73°04′58″O / 43.00028, -73.08278.

## Demografía
Según la Oficina del Censo en 2000 los ingresos medios por hogar en la localidad eran de $14,583 y los ingresos medios por familia eran $14,583. Los hombres tenían unos ingresos medios de $56,250 frente a los $0 para las mujeres. La renta per cápita para la localidad era de $15,436. El 0% de la población estaba por debajo del umbral de pobreza.